# Total Rickall
"Total Rickall" er den fjerde i den anden sæson af Adult Swims tegnefilmserie Rick and Morty. Den er skrevet af Mike McMahan og instrueret af Juan Meza-León, og afsnittet havde premiere den 16. august 2015.
Afsnittet handler om familien Smith, der sammen med Mr. Poopybutthole bliver inficeret med en parasit, der giver dem falske minder, så ingen kan finde ud af, hvad der er virkeligt, og hvad der ikke er.
Titlen er inspireret af Total Recall (1990). Afsnittet indeholder mange flashback-scener; den blev inspireret af en person i Buffy the Vampire Slayer, hvis tilstedeværelse i første omgang ikke bliver undersøgt. Afsnittet introducerer Mr. Poopybutthole, der optræder i senere episoder. Der blev kortspil på baggrund af episoden blev også udgivet. Afsnittet blev godt modtaget, og blev set af omkring 1,96 mio. personer ved første visning.